# Maarjamõisa
Maarjamõisa är en stadsdel i Tartu i Estland.  